# Somebody Save Me
Somebody Save Me è una canzone del gruppo musicale statunitense Cinderella, estratta come terzo singolo dall'album di debutto della band, Night Songs del 1986. È stata pubblicata il 10 febbraio 1987, dopo che Night Songs aveva già raggiunto il terzo posto della Billboard 200, e contribuì ad accrescere le vendite dell'album quello stesso anno.
Alla fine del videoclip della canzone, compiono un'apparizione speciale Jon Bon Jovi e Richie Sambora. Il video appare anche in un episodio della serie animata Beavis and Butt-head.

## Tracce
7" Single Mercury 888 483-7
1. Somebody Save Me– 3:16
2. Hell on Wheels – 2:49

12" Single Mercury 15PP-64 [jp]
1. Somebody Save Me
2. Hell on Wheels
3. Shake Me (Live)
4. Galaxy Blues (Live)

## Classifiche
| Classifica (1987)             | Posizione massima |
| ----------------------------- | ----------------- |
| Stati Uniti                   | 66                |
| Stati Uniti (mainstream rock) | 37                |